# Rogers Cup 2019
Rogers Cup presented by National Bank 2019, francouzsky Coupe Rogers 2019, také známý pod názvem Canada Masters 2019, byl společný tenisový turnaj mužského okruhu ATP Tour a ženského okruhu WTA Tour, hraný na otevřených dvorcích s tvrdým povrchem DecoTurf. Konal   se mezi 5. až 11. srpnem 2019 ve dvou kanadských velkoměstech Torontu a Montréalu jako 130. ročník mužského a 118. ročník ženského turnaje.
Mužská polovina soutěže probíhala v montréalském areálu s centrkurtem IGA Stadium. Po grandslamu a Turnaji mistrů byla zařazena do třetí nejvyšší kategorie okruhu ATP Masters 1000 a její dotace činila 6 338 885 amerických dolarů. Ženská část s rozpočtem 2 830 000 dolarů se odehrávala v torontském areálu Aviva Centre. Na okruhu WTA patřila do kategorie WTA Premier 5. Turnaj se stal součástí letní americké šňůry na tvrdých betonech US Open Series 2019.
Nejvýše nasazenými hráči v soutěžích dvouher se stali, mezi muži druhý v pořadí Rafael Nadal ze Španělska a v ženském singlu světová jednička Ashleigh Bartyová z Austrálie. Jako poslední přímí účastníci do dvouher nastoupili 50. hráč žebříčku Maďar Márton Fucsovics a 44. žena klasifikace Američanka Venus Williamsová.
Osmdesátý třetí singlový titul na okruhu ATP Tour vybojoval 33letý Španěl Rafael Nadal, pro něhož výhra znamenala pátou trofej z Canada Masters. Třicátým pátým vavřínem v sérii Masters rovněž navýšil vedení v této mistrovské kategorii. Druhou trofej z dvouhry okruhu WTA Tour získala 19letá Bianca Andreescuová, která se stala první kanadskou vítězkou turnaje od roku 1969. Bodový zisk ji posunul na nové žebříčkové maxuimum, 14. místo.
První společnou účast v soutěži mužské čtyřhry proměnil v titul španělsko-argentinský pár Marcel Granollers a Horacio Zeballos. Třetí společnou trofej z ženské čtyřhry WTA si odvezla nejvýše nasazená dvojice Češek Barbora Krejčíková a Kateřina Siniaková.

## Rozdělení bodů a finančních odměn

### Rozdělení bodů
| Soutěž       | vítězové | finalisté | semifinalisté | čtvrtfinalisté | 16 v kole | 32 v kole | 64 v kole | Q  | Q2 | Q1 |
| ------------ | -------- | --------- | ------------- | -------------- | --------- | --------- | --------- | -- | -- | -- |
| dvouhra mužů | 1000     | 600       | 360           | 180            | 90        | 45        | 10        | 25 | 16 | 0  |
| čtyřhra mužů | 1000     | 600       | 360           | 180            | 90        | 0         | —         | —  | —  | —  |
| dvouhra žen  | 900      | 585       | 350           | 190            | 105       | 60        | 1         | 30 | 20 | 1  |
| čtyřhra žen  | 900      | 585       | 350           | 190            | 105       | 5         | —         | —  | —  | —  |

### Finanční odměny
| Soutěž       | vítězové    | finalisté | semifinalisté | čtvrtfinalisté | 16 v kole | 32 v kole | 64 v kole | Q2      | Q1      |
| ------------ | ----------- | --------- | ------------- | -------------- | --------- | --------- | --------- | ------- | ------- |
| dvouhra mužů | 1 049 040 $ | 531 010 $ | 272 365 $     | 140 385 $      | 70 325 $  | 36 830 $  | 20 755 $  | 7 945 $ | 3 970 $ |
| dvouhra žen  | 521 530 $   | 253 420 $ | 126 950 $     | 60 455 $       | 29 120 $  | 14 920 $  | 8 045 $   | 3 270 $ | 1 980 $ |
| čtyřhra mužů | 311 910 $   | 152 210 $ | 76 300 $      | 38 870 $       | 20 500 $  | 10 980 $  | —         | —       | —       |
| čtyřhra žen  | 149 190 $   | 75 360 $  | 37 315 $      | 18 780 $       | 9 530 $   | 4 710 $   | —         | —       | —       |

## Dvouhra mužů

### Nasazení
| Stát                             | Hráč                  | ATP | Nasazení |
| -------------------------------- | --------------------- | --- | -------- |
| Španělsko                        | Rafael Nadal          | 2.  | 1.       |
| Rakousko                         | Dominic Thiem         | 4.  | 2.       |
| Německo                          | Alexander Zverev      | 5.  | 3.       |
| Řecko                            | Stefanos Tsitsipas    | 6.  | 4.       |
| Japonsko                         | Kei Nišikori          | 7.  | 5.       |
| Rusko                            | Karen Chačanov        | 8.  | 6.       |
| Itálie                           | Fabio Fognini         | 9.  | 7.       |
| Rusko                            | Daniil Medveděv       | 10. | 8.       |
| Jižní Afrika                     | Kevin Anderson        | 11. | 9.       |
| Španělsko                        | Roberto Bautista Agut | 13. | 10.      |
| Chorvatsko                       | Borna Ćorić           | 14. | 11.      |
| USA                              | John Isner            | 15. | 12.      |
| Gruzie                           | Nikoloz Basilašvili   | 16. | 13.      |
| Chorvatsko                       | Marin Čilić           | 17. | 14.      |
| Belgie                           | David Goffin          | 18. | 15.      |
| Francie                          | Gaël Monfils          | 19. | 16.      |
| Kanada                           | Milos Raonic          | 20. | 17.      |
| Žebříček ATP k 29. červenci 2019 |                       |     |          |

### Jiné formy účasti
Následující hráči obdrželi divokou kartu do hlavní soutěže:
- Peter Polansky
- Vasek Pospisil
- Brayden Schnur
- Jo-Wilfried Tsonga

Následující hráč obdržel do hlavní soutěž zvláštní výjimku:
- Peter Gojowczyk

Následující hráč nastoupil do hlavní soutěže jako náhradník:
- Hubert Hurkacz

Následující hráči postoupili z kvalifikace:
- Dan Evans
- Ilja Ivaška
- Bradley Klahn
- Kwon Sun-u
- Feliciano López
- Tommy Paul
- Bernard Tomic

Následující hráč postoupil z kvalifikace jako tzv. šťastný poražený:
- John Millman

### Odhlášení
před zahájením turnaje
- Kevin Anderson → nahradil jej  Hubert Hurkacz
- Matteo Berrettini → nahradil jej  John Millman
- Pablo Cuevas → nahradil jej  Grigor Dimitrov
- Juan Martín del Potro → nahradil jej  Jordan Thompson
- Novak Djoković → nahradil jej  Michail Kukuškin
- Roger Federer → nahradil jej  Richard Gasquet
- Frances Tiafoe → nahradil jej  Cameron Norrie
- Fernando Verdasco → nahradil jej  Márton Fucsovics

### Skrečování
- Milos Raonic

## Mužská čtyřhra

### Nasazení
| Stát                                                                                      | Hráč                 | Stát       | Hráč                   | ATP | Nasazení |
| ----------------------------------------------------------------------------------------- | -------------------- | ---------- | ---------------------- | --- | -------- |
| Kolumbie                                                                                  | Juan Sebastián Cabal | Kolumbie   | Robert Farah           | 2.  | 1.       |
| Polsko                                                                                    | Łukasz Kubot         | Brazílie   | Marcelo Melo           | 9.  | 2.       |
| Chorvatsko                                                                                | Mate Pavić           | Brazílie   | Bruno Soares           | 25. | 3.       |
| Francie                                                                                   | Nicolas Mahut        | Francie    | Édouard Roger-Vasselin | 27. | 4.       |
| Nizozemsko                                                                                | Jean-Julien Rojer    | Rumunsko   | Horia Tecău            | 28. | 5.       |
| Finsko                                                                                    | Henri Kontinen       | Austrálie  | John Peers             | 29. | 6.       |
| USA                                                                                       | Bob Bryan            | USA        | Mike Bryan             | 34. | 7.       |
| Chorvatsko                                                                                | Nikola Mektić        | Chorvatsko | Franko Škugor          | 37. | 8.       |
| Žebříček ATP k 29. červenci 2019; číslo je součtem žebříčkového postavení obou členů páru |                      |            |                        |     |          |

### Jiné formy účasti
Následující páry obdržely divokou kartu do hlavní soutěže:
- Félix Auger-Aliassime /   Vasek Pospisil
- Feliciano López /  Andy Murray
- Peter Polansky /  Brayden Schnur

## Ženská dvouhra

### Nasazení
| Stát                             | Hráčka                 | WTA | Nasazení |
| -------------------------------- | ---------------------- | --- | -------- |
| Austrálie                        | Ashleigh Bartyová      | 1.  | 1.       |
| Japonsko                         | Naomi Ósakaová         | 2.  | 2.       |
| Česko                            | Karolína Plíšková      | 3.  | 3.       |
| Rumunsko                         | Simona Halepová        | 4.  | 4.       |
| Nizozemsko                       | Kiki Bertensová        | 5.  | 5.       |
| Ukrajina                         | Elina Svitolinová      | 7.  | 6.       |
| USA                              | Sloane Stephensová     | 8   | 7        |
| USA                              | Serena Williamsová     | 9.  | 8.       |
| Bělorusko                        | Aryna Sabalenková      | 10. | 9.       |
| Lotyšsko                         | Anastasija Sevastovová | 11  | 10       |
| Švýcarsko                        | Belinda Bencicová      | 12. | 11.      |
| Německo                          | Angelique Kerberová    | 13. | 12.      |
| Spojené království               | Johanna Kontaová       | 14. | 13.      |
| USA                              | Madison Keysová        | 17. | 14.      |
| Dánsko                           | Caroline Wozniacká     | 18. | 15.      |
| Estonsko                         | Anett Kontaveitová     | 19. | 16.      |
| Žebříček WTA k 29. červenci 2019 |                        |     |          |

### Jiné formy účasti
Následující hráčky obdržely divokou kartu do hlavní soutěže:
- Eugenie Bouchardová
- Leylah Annie Fernandezová
- Světlana Kuzněcovová
- Kristina Mladenovicová
- Maria Šarapovová

Následující hráčka nastoupila do hlavní soutěže jako náhradnice:
- Anastasija Pavljučenkovová

Následující hráčky postoupily z kvalifikace:
- Jekatěrina Alexandrovová
- Marie Bouzková
- Jennifer Bradyová
- Francesca Di Lorenzová
- Misaki Doiová
- Polona Hercogová
- Tatjana Mariová
- Anastasija Potapovová
- Alison Riskeová
- Iga Świąteková
- Ajla Tomljanovićová
- Wang Si-jü

Následující hráčka postoupila z kvalifikace jako tzv. šťastná poražená:
- Čang Šuaj

### Odhlášení
před zahájením turnaje
- Amanda Anisimovová → nahradila ji  Anastasija Pavljučenkovová
- Petra Kvitová → nahradila ji  Venus Williamsová
- Garbiñe Muguruzaová → nahradila ji  Čeng Saj-saj
- Lesja Curenková → nahradila ji  Čang Šuaj
- Wang Čchiang → nahradila ji  Camila Giorgiová
- Markéta Vondroušová → nahradila ji  Viktoria Azarenková

### Skrečování
- Simona Halepová
- Tatjana Mariová
- Carla Suárezová Navarrová
- Ajla Tomljanovićová
- Serena Williamsová

## Ženská čtyřhra

### Nasazení
| Stát                                                                                      | Hráčka                 | Stát             | Hráčka             | WTA | Nasazení |
| ----------------------------------------------------------------------------------------- | ---------------------- | ---------------- | ------------------ | --- | -------- |
| Česko                                                                                     | Barbora Krejčíková     | Česko            | Kateřina Siniaková | 20. | 1.       |
| Kanada                                                                                    | Gabriela Dabrowská     | Čína             | Sü I-fan           | 20. | 2.       |
| Německo                                                                                   | Anna-Lena Grönefeldová | Nizozemsko       | Demi Schuursová    | 28. | 3.       |
| Belgie                                                                                    | Kirsten Flipkensová    | Čínská Tchaj-pej | Sie Šu-wej         | 29. | 4.       |
| Čínská Tchaj-pej                                                                          | Čan Chao-čching        | Čínská Tchaj-pej | Latisha Chan       | 30  | 5        |
| Bělorusko                                                                                 | Viktoria Azarenková    | Austrálie        | Ashleigh Bartyová  | 35. | 6.       |
| USA                                                                                       | Nicole Melicharová     | Česko            | Květa Peschkeová   | 37. | 7.       |
| Česko                                                                                     | Lucie Hradecká         | Slovinsko        | Andreja Klepačová  | 49. | 8.       |
| Žebříček WTA k 29. červenci 2019; číslo je součtem žebříčkového postavení obou členů páru |                        |                  |                    |     |          |

### Jiné formy účasti
Následující páry obdržely divokou kartu do hlavní soutěže:
- Françoise Abandová /   Carson Branstineová
- Eugenie Bouchardová /  Sharon Fichmanová
- Leylah Annie Fernandezová /  Simona Halepová

## Přehled finále

### Mužská dvouhra
- Rafael Nadal vs.  Daniil Medveděv, 6–3, 6–0

### Ženská dvouhra
- Bianca Andreescuová vs.  Serena Williamsová, 3–1skreč

### Mužská čtyřhra
- Marcel Granollers /  Horacio Zeballos vs.  Robin Haase /  Wesley Koolhof, 7–5, 7–5

### Ženská čtyřhra
- Barbora Krejčíková /  Kateřina Siniaková vs.  Anna-Lena Grönefeldová /  Demi Schuursová, 7–5, 6–0